# Les Bottereaux
Les Bottereaux é uma comuna francesa na região administrativa da Normandia, no departamento de Eure. Estende-se por uma área de 21,67 km². Em 2010 a comuna tinha 356 habitantes (densidade: 16,4 hab./km²).